# Геранчай
Геранчай (азерб. Gorançay) — река в Азербайджане, правый приток Кюрекчая. Протекает по территории Геранбойского и Евлахского районов.

## Описание
Исток Геранчая расположен на Муровдагском хребте, на высоте 3100 м. Длина реки — 81 км, площадь бассейна — 441 км².
Река питается снеговыми, дождевыми и подземными водами. В период интенсивных дожей на реке случаются паводки. Вода реки используется в орошении.